# Gudenå
Gudenå è il fiume più lungo della Danimarca, scorre nella penisola dello Jutland della quale attraversa la parte centrale.
È lungo 176 km e sfocia nel Randers Fjord.